# هلدینگ کاژه

هلدینگ کاژه در کرمانشاه

هلدینگ کاژه در استان کرمانمشاه از سال 1394 تاسیس و تا سال 1403 مشغول به توسعه زیر مجموعه ها و تاسیس دپارتمان های تخصصی جهت رفع نیاز های اساسی سازه نموده است و اکنون با عنایت الهی توانسته است تمام نیاز های ساختمانی در غرب کسور را تامین و امر پر چالش ساخت را برای تمام همشهریان آسوده نماید